# Napoleon Xaver von Mankowski
Napoleon Xaver von Mankowski (* 13. August 1836 in Posen; † 13. September 1888 in Görbersdorf; polnisch: Napoleon Ksawery Mańkowski) war ein Rittergutsbesitzer und Reichstagsabgeordneter.
Mankowski war Graf und Rittergutsbesitzer in Rudki bei Samter. Von 1871 bis 1874 war er Mitglied des Deutschen Reichstags für die Polnische Fraktion und für den Wahlkreis Posen 7 (Schrimm-Schroda).